# Antiblemma lola
Antiblemma lola là một loài bướm đêm trong họ Erebidae.